# Discografia di Carly Simon
La discografia di Carly Simon, cantautrice statunitense, si articola in 24 album in studio, un album dal vivo, nove compilation, quattro album video, altrettante colonne sonore e 41 singoli pubblicati a partire dal 1971, a cui si aggiungono anche 36 video musicali a supporto dei suoi brani.

## Album

### Album in studio
| Anno                                                                                                   | Album                        | Classifiche | Classifiche | Classifiche | Classifiche | Certificazioni                               |
| Anno                                                                                                   | Album                        | US          | AUS         | CAN         | UK          | Certificazioni                               |
| --- | ---------------------------- | ----------- | ----------- | ----------- | ----------- | -------------------------------------------- |
| 1971                                                                                                   | Carly Simon                  | 30          | 55          | 17          | —           |                                              |
| 1971                                                                                                   | Anticipation                 | 30          | 12          | 36          | —           | - RIAA: Oro                                  |
| 1972                                                                                                   | No Secrets                   | 1           | 1           | 1           | 3           | - RIAA: Platino - BPI: Oro                   |
| 1974                                                                                                   | Hotcakes                     | 3           | 9           | 7           | 19          | - RIAA: Oro                                  |
| 1975                                                                                                   | Playing Possum               | 10          | 25          | 22          | —           |                                              |
| 1976                                                                                                   | Another Passenger            | 29          | 44          | 44          | —           |                                              |
| 1978                                                                                                   | Boys in the Trees            | 10          | 27          | 4           | —           | - RIAA: Platino                              |
| 1979                                                                                                   | Spy                          | 45          | 33          | 56          | —           |                                              |
| 1980                                                                                                   | Come Upstairs                | 36          | 43          | 86          | —           |                                              |
| 1981                                                                                                   | Torch                        | 50          | 77          | 50          | —           |                                              |
| 1983                                                                                                   | Hello Big Man                | 69          | —           | —           | —           |                                              |
| 1985                                                                                                   | Spoiled Girl                 | 88          | 97          | 96          | —           |                                              |
| 1987                                                                                                   | Coming Around Again          | 25          | 24          | 57          | 25          | - RIAA: Platino - MC: Platino - BPI: Argento |
| 1990                                                                                                   | My Romance                   | 46          | —           | —           | —           |                                              |
| 1990                                                                                                   | Have You Seen Me Lately      | 60          | 160         | 64          | —           |                                              |
| 1993                                                                                                   | Romulus Hunt: A Family Opera | —           | —           | —           | —           |                                              |
| 1994                                                                                                   | Letters Never Sent           | 129         | —           | —           | —           |                                              |
| 1997                                                                                                   | Film Noir                    | 84          | —           | —           | —           |                                              |
| 2000                                                                                                   | The Bedroom Tapes            | 90          | —           | —           | —           |                                              |
| 2002                                                                                                   | Christmas Is Almost Here     | —           | —           | —           | —           |                                              |
| 2005                                                                                                   | Moonlight Serenade           | 7           | —           | —           | —           |                                              |
| 2007                                                                                                   | Into White                   | 13          | —           | —           | —           |                                              |
| 2008                                                                                                   | This Kind of Love            | 15          | —           | —           | —           |                                              |
| 2009                                                                                                   | Never Been Gone              | 134         | —           | —           | 45          |                                              |
| "—" indica una pubblicazione che non è stata classificata o non è stata pubblicata in quel territorio. |                              |             |             |             |             |                                              |

### Raccolte
| Anno                                                                                                   | Album                                               | Classifiche | Classifiche | Classifiche | Classifiche | Certificazioni                                  |
| Anno                                                                                                   | Album                                               | US          | AUS         | CAN         | UK          | Certificazioni                                  |
| --- | --------------------------------------------------- | ----------- | ----------- | ----------- | ----------- | ----------------------------------------------- |
| 1975                                                                                                   | The Best of Carly Simon                             | 17          | 42          | 60          | —           | - RIAA: 3× Platino - ARIA: 5× Platino - MC: Oro |
| 1995                                                                                                   | Clouds in My Coffee                                 | —           | —           | —           | —           |                                                 |
| 1999                                                                                                   | The Very Best of Carly Simon: Nobody Does It Better | —           | —           | —           | 22          | - BPI: Argento                                  |
| 2002                                                                                                   | Anthology                                           | —           | —           | —           | —           |                                                 |
| 2004                                                                                                   | Reflections: Carly Simon's Greatest Hits            | 22          | —           | —           | 25          | - RIAA: Oro - BPI: Oro                          |
| 2009                                                                                                   | Carly Simon Collector's Edition                     | —           | —           | —           | —           |                                                 |
| 2011                                                                                                   | Carly Simon: Original Album Series                  | —           | —           | —           | —           |                                                 |
| 2014                                                                                                   | Playlist: The Very Best of Carly Simon              | —           | —           | —           | —           |                                                 |
| 2015                                                                                                   | Songs from the Trees: A Musical Memoir Collection   | —           | —           | —           | —           |                                                 |
| "—" indica una pubblicazione che non è stata classificata o non è stata pubblicata in quel territorio. |                                                     |             |             |             |             |                                                 |

### Album dal vivo
| Anno | Album              | Classifiche | Classifiche | Certificazioni                       |
| Anno | Album              | US          | UK          | Certificazioni                       |
| ---- | ------------------ | ----------- | ----------- | ------------------------------------ |
| 1988 | Greatest Hits Live | 87          | 49          | - RIAA: Platino - MC: Oro - BPI: Oro |

### Colonne sonore
| Anno                                                                                                   | Album                                           | Classifiche |
| Anno                                                                                                   | Album                                           | US          |
| --- | ----------------------------------------------- | ----------- |
| 1989                                                                                                   | Working Girl (Original Soundtrack Album)        | 45          |
| 1992                                                                                                   | This Is My Life (Music from the Motion Picture) | —           |
| 2003                                                                                                   | Piglet's Big Movie                              | —           |
| 2005                                                                                                   | The Best of Pooh and Heffalumps, Too            | —           |
| "—" indica una pubblicazione che non è stata classificata o non è stata pubblicata in quel territorio. |                                                 |             |

## Singoli
| Anno                                                                                                   | Album                                                                    | Classifiche | Classifiche | Classifiche | Classifiche | Certificazioni             | Album                                           |
| Anno                                                                                                   | Album                                                                    | US          | AUS         | CAN         | UK          | Certificazioni             | Album                                           |
| --- | ------------------------------------------------------------------------ | ----------- | ----------- | ----------- | ----------- | -------------------------- | ----------------------------------------------- |
| 1971                                                                                                   | That's the Way I've Always Heard It Should Be                            | 10          | 62          | 15          | —           |                            | Carly Simon                                     |
| 1971                                                                                                   | Anticipation                                                             | 13          | 64          | 9           | —           |                            | Anticipation                                    |
| 1972                                                                                                   | Legend in Your Own Time                                                  | 50          | 86          | 39          | —           |                            | Anticipation                                    |
| 1972                                                                                                   | I've Got to Have You                                                     | —           | 6           | —           | —           |                            | Anticipation                                    |
| 1972                                                                                                   | You're So Vain                                                           | 1           | 1           | 1           | 3           | - RIAA: Oro - BPI: Platino | No Secrets                                      |
| 1973                                                                                                   | The Right Thing to Do                                                    | 17          | —           | 20          | 17          |                            | No Secrets                                      |
| 1974                                                                                                   | Mockingbird (con James Taylor)                                           | 5           | 8           | 3           | 34          | - RIAA: Oro                | Hotcakes                                        |
| 1974                                                                                                   | Haven't Got Time for the Pain                                            | 14          | 74          | 5           | —           |                            | Hotcakes                                        |
| 1975                                                                                                   | Attitude Dancing                                                         | 21          | 70          | 21          | —           |                            | Playing Possum                                  |
| 1975                                                                                                   | Waterfall                                                                | 78          | —           | —           | —           |                            | Playing Possum                                  |
| 1975                                                                                                   | More and More                                                            | 94          | —           | —           | —           |                            | Playing Possum                                  |
| 1976                                                                                                   | It Keeps You Runnin'                                                     | 46          | —           | 47          | —           |                            | Another Passenger                               |
| 1976                                                                                                   | Half a Chance                                                            | —           | —           | —           | —           |                            | Another Passenger                               |
| 1977                                                                                                   | Nobody Does It Better                                                    | 2           | 8           | 2           | 7           | - RIAA: Oro - BPI: Argento | The Spy Who Loved Me                            |
| 1978                                                                                                   | You Belong to Me                                                         | 6           | 47          | 5           | —           |                            | Boys in the Trees                               |
| 1978                                                                                                   | Devoted to You (con James Taylor)                                        | 36          | —           | 50          | —           |                            | Boys in the Trees                               |
| 1978                                                                                                   | Tranquillo (Melt My Heart)                                               | —           | —           | —           | —           |                            | Boys in the Trees                               |
| 1979                                                                                                   | Vengeance                                                                | 48          | 90          | 94          | —           |                            | Spy                                             |
| 1979                                                                                                   | Spy                                                                      | —           | —           | —           | —           |                            | Spy                                             |
| 1980                                                                                                   | Jesse                                                                    | 11          | 4           | 12          | —           | - RIAA: Oro                | Come Upstairs                                   |
| 1980                                                                                                   | Take Me as I Am                                                          | 102         | —           | —           | —           |                            | Come Upstairs                                   |
| 1981                                                                                                   | Hurt                                                                     | 106         | —           | —           | —           |                            | Torch                                           |
| 1982                                                                                                   | Why                                                                      | 74          | —           | —           | 10          |                            | Soup for One                                    |
| 1983                                                                                                   | You Know What to Do                                                      | 83          | —           | —           | —           |                            | Hello Big Man                                   |
| 1983                                                                                                   | Kissing with Confidence (con Will Powers)                                | —           | —           | —           | 17          |                            | Dancing for Mental Health                       |
| 1985                                                                                                   | Tired of Being Blonde                                                    | 70          | 95          | —           | —           |                            | Spoiled Girl                                    |
| 1985                                                                                                   | My New Boyfriend                                                         | —           | —           | —           | —           |                            | Spoiled Girl                                    |
| 1986                                                                                                   | Coming Around Again                                                      | 18          | 29          | 38          | 10          |                            | Coming Around Again                             |
| 1987                                                                                                   | Give Me All Night                                                        | 61          | —           | 87          | 98          |                            | Coming Around Again                             |
| 1987                                                                                                   | The Stuff That Dreams Are Made Of                                        | —           | —           | —           | 99          |                            | Coming Around Again                             |
| 1987                                                                                                   | All I Want Is You                                                        | 54          | —           | —           | —           |                            | Coming Around Again                             |
| 1988                                                                                                   | You're So Vain (versione live)                                           | —           | —           | —           | 96          |                            | Greatest Hits Live                              |
| 1989                                                                                                   | Let the River Run                                                        | 49          | 83          | —           | 79          |                            | Working Girl (Original Soundtrack Album)        |
| 1989                                                                                                   | Why (versione estesa)                                                    | —           | —           | —           | 56          |                            | singolo unico                                   |
| 1990                                                                                                   | Better Not to Tell Her                                                   | —           | 154         | 30          | —           |                            | Have You Seen Me Lately                         |
| 1991                                                                                                   | Holding Me Tonight                                                       | —           | —           | —           | —           |                            | Have You Seen Me Lately                         |
| 1991                                                                                                   | You're So Vain (ri-pubblicazione)                                        | —           | —           | —           | 41          |                            | No Secrets                                      |
| 1992                                                                                                   | Love of My Life                                                          | —           | —           | —           | —           |                            | This Is My Life (Music from the Motion Picture) |
| 2001                                                                                                   | Son of a Gun (I Betcha Think This Song Is About You) (con Janet Jackson) | 28          | 20          | —           | 13          |                            | All for You                                     |
| 2005                                                                                                   | Let It Snow                                                              | —           | —           | —           | —           |                            | singolo unico                                   |
| 2006                                                                                                   | Best of Friends (con Livingston Taylor)                                  | —           | —           | —           | —           |                            | There Are You Again                             |
| 2019                                                                                                   | Touched by the Sun (versione live - nuovo mix)                           | —           | —           | —           | —           |                            | singolo unico                                   |
| "—" indica una pubblicazione che non è stata classificata o non è stata pubblicata in quel territorio. |                                                                          |             |             |             |             |                            |                                                 |

## Videografia

### Album video
| Anno | Album                                    |
| ---- | ---------------------------------------- |
| 1988 | Carly Simon: Live from Martha's Vineyard |
| 1991 | Carly in Concert – My Romance            |
| 1995 | Live at Grand Central                    |
| 2005 | A Moonlight Serenade on the Queen Mary 2 |

### Video musicali
| Anno | Video                                              | Direttore       |
| ---- | -------------------------------------------------- | --------------- |
| 1979 | Vengeance                                          |                 |
| 1979 | We're So Close                                     |                 |
| 1979 | Never Been Gone                                    |                 |
| 1981 | Hurt                                               |                 |
| 1981 | I Get Along Without You Very Well                  |                 |
| 1981 | Body and Soul                                      |                 |
| 1982 | Why                                                |                 |
| 1983 | You Know What to Do                                | Dominic Orlando |
| 1983 | Hello Big Man                                      |                 |
| 1983 | It Happens Everyday                                |                 |
| 1983 | Kissing with Confidence (cantante non accreditata) |                 |
| 1984 | Ghostbusters (cameo non accreditato)               | Ivan Reitman    |
| 1985 | My New Boyfriend                                   |                 |
| 1985 | Tired of Being Blonde                              | Jeremy Irons    |
| 1987 | Coming Around Again                                |                 |
| 1987 | Give Me All Night                                  |                 |
| 1989 | Let the River Run                                  |                 |
| 1990 | Better Not Tell Her                                |                 |
| 1990 | Holding Me Tonight                                 |                 |
| 1992 | Love of My Life                                    |                 |
| 1993 | In the Wee Small Hours of the Morning              | Kathy Daugherty |
| 1994 | Touched by the Sun                                 |                 |
| 1994 | Like a River                                       |                 |
| 1997 | Ev'ry Time We Say Goodbye                          |                 |
| 2002 | Winnie the Pooh (Theme Song)                       |                 |
| 2003 | With a Few Good Friends                            | Francis Glebas  |
| 2005 | I Only Have Eyes for You                           | Tom DiCillo     |
| 2007 | Into White                                         |                 |
| 2007 | Blackbird                                          |                 |
| 2007 | Quiet Evening                                      |                 |
| 2007 | Scarborough Fair                                   |                 |
| 2008 | This Kind of Love                                  |                 |
| 2008 | Hold Out Your Heart                                |                 |
| 2008 | How Can You Ever Forget                            |                 |
| 2008 | Island                                             |                 |
| 2010 | You're So Vain                                     | Brett Bisogno   |